# 田口芳五郎
田口 芳五郎（たぐち よしごろう、1902年7月20日 - 1978年2月23日）は、カトリック教会の枢機卿、元カトリック大阪大司教。洗礼名は「パウロ」。

## 略歴
- 1902年7月20日 長崎県西彼杵郡黒崎村出津（現長崎市）に生まれる。（里脇浅次郎枢機卿と同じ出津教会出身）
- 1928年12月22日 司祭叙階
- 1937年7月 合名会社カトリック新聞初代社長就任
- 1941年12月14日 カスタニエ司教の後任として、大阪司教となる。四国知牧区教区長を兼任する。
- 1945年5月 - 8月 臨時召集を受け、海軍に応召する｡
- 1956年 カトリック教育協議会長
- 1969年8月5日 大阪教区が大司教区に昇格、大阪大司教となる。
- 1973年5月5日 パウロ6世より枢機卿に親任される。
- 1978年2月23日 帰天

大阪聖ヨゼフ宣教修道女会、百合学院、英知短期大学・英知大学（現：聖トマス大学）、小さき花の園幼稚園の創立者であり、戦前・戦後に渡って、多くの宣教者を海外から招請するなど、布教や慈善を主とした社会事業に尽力した。

## リンク
- 百合学院創立者 パウロ田口枢機卿を偲ぶ(百合学院の公式サイトより)
- Paul Yoshigoro Cardinal Taguchi